# Primula woronowii
Primula woronowii är en viveväxtart som beskrevs av Los.-losinsk. Primula woronowii ingår i släktet vivor, och familjen viveväxter. Inga underarter finns listade i Catalogue of Life.